# Gavrisioí
Gavrisioí (Gavrisioi) är en ort i Grekland.   Den ligger i prefekturen Nomós Ioannínon och regionen Epirus, i den nordvästra delen av landet, 300 km nordväst om huvudstaden Aten. Gavrisioí ligger 605 meter över havet och antalet invånare är 109.
Terrängen runt Gavrisioí är lite bergig.Runt Gavrisioí är det ganska tätbefolkat, med 52 invånare per kvadratkilometer. Närmaste större samhälle är Eleoúsa, 13,9 km sydost om Gavrisioí. Trakten runt Gavrisioí består till största delen av jordbruksmark.